# Vint-i-vuit
El vint-i-vuit o vint-i-huit és un nombre natural que segueix el vint-i-set i precedeix el vint-i-nou. S'escriu 28 en xifres àrabs, XXVIII en les romanes i 二十八 (Èr shí bā) en les xineses.
Ocurrències del vint-i-vuit:
- És el nombre atòmic del níquel.[2]
- És el nombre de dies que té febrer excepte en any de traspàs.[3][4]
- És el nombre de peces del joc del dòmino.[5]
- Designa l'any 28 i el 28 aC.
- És el segon nombre perfecte, després del 6 i abans del 496.[6]
- És un nombre triangular.[7][8]